# French Open (Badminton)/Herreneinzel
Folgend die Sieger und Finalisten der French Open im Badminton im Herreneinzel.
| Jahr      | Sieger                 | Finalist                    | Ergebnis            |
| --------- | ---------------------- | --------------------------- | ------------------- |
| 1908      | Frank Chesterton       | Hugh Comyn                  | 15-11, 15-9         |
| 1909      | Frank Chesterton       | George Alan Thomas          | 15-8, 12-15, 15-11  |
| 1910      | George Alan Thomas     | U. N. Lapin                 | 15-11, 15-11        |
| 1911      | George Alan Thomas     | Guy Sautter                 | 15-7, 15-12         |
| 1912      | George Alan Thomas     | H. A. Gardner               | 15-12, 15-12        |
| 1913      | George Alan Thomas     | H. R. Hosken                | 15-4, 15-8          |
| 1914 1934 | nicht ausgetragen      | nicht ausgetragen           | nicht ausgetragen   |
| 1935      | Ralph Nichols          |                             |                     |
| 1936      | Ian Maconachie         |                             |                     |
| 1937      | Ian Maconachie         |                             |                     |
| 1938      | Ian Maconachie         |                             |                     |
| 1939      | A. S. Samuel           |                             |                     |
| 1940      | Henri Pellizza         |                             |                     |
| 1941      | Michel Marret          | Guy Baudoin                 |                     |
| 1942      | Yves Baudoin           |                             |                     |
| 1943      | Henri Pellizza         | Yves Baudoin                | 17-14, 15-3         |
| 1944      | Henri Pellizza         |                             |                     |
| 1945      | Ozzie Hilton           | Christian de la Villesbrune | 15-3, 15-3          |
| 1946      | Henri Pellizza         | Yves Baudoin                | 8-15, 15-3, 15-7    |
| 1947      | James Hone             | Yves Baudoin                | 17-14, 15-1         |
| 1948      | Palle Granlund         | Bent Palling                | 15-5, 15-9          |
| 1949      | David Choong           | Yat Sun Lau                 | 15-2, 15-2          |
| 1950      | David Choong           | Fook Loong Chai             | 15-3, 15-8          |
| 1951      | Ong Poh Lim            | Wong Peng Soon              | 15-8, 15-9          |
| 1952      | Eddy Choong            | David Choong                | 15-2, 15-8          |
| 1953      | Eddy Choong            | David Choong                | 15-3, 15-7          |
| 1954      | Alistair McIntyre      | Michel Le Renard            |                     |
| 1955      | S. D. McLean           | Maurice Mathieu             | 15-4, 15-6          |
| 1956      | Gordon Rowlands        | A. C. Bahrée                | 15-3, 15-5          |
| 1957      | Ferry Sonneville       | David Choong                | 15-4, 15-3          |
| 1958      | Peter Knack            | Rolf Olsson                 | 15–8, 15-8          |
| 1959      | Lee Kin Tat            | Arne Rasmussen              | 15–10, 17-16        |
| 1960      | Ferry Sonneville       | William Havers              | 15-1, 151           |
| 1961      | Erland Kops            | Ferry Sonneville            | 15–12, 15-10        |
| 1962      | Charoen Wattanasin     | Finn Kobberø                | 15-4, 18-13         |
| 1963      | Lee Kin Tat            | Rex Madson                  |                     |
| 1964      | Oon Chong Jin          | Oon Chong Teik              | 15-8, 15-7          |
| 1965      | nicht ausgetragen      | nicht ausgetragen           | nicht ausgetragen   |
| 1966      | Ang Tjin Siang         | Erland Kops                 | 15-6, 6-15, 15-7    |
| 1967      | Lee Kin Tat            |                             |                     |
| 1968      | Sture Johnsson         | Lee Kin Tat                 | 15-12, 15-3         |
| 1969      | Elo Hansen             | Lee Kin Tat                 | 15–6, 15-14         |
| 1970      | nicht ausgetragen      | nicht ausgetragen           | nicht ausgetragen   |
| 1971      | Torsten Winter         | Jürgen Stock                | 15-18, 15-9, 15-5   |
| 1972      | Herman Moens           | Daniel Gosset               | 15-6, 15-12         |
| 1973      | Tage Nielsen           |                             |                     |
| 1974      | David Hunt             |                             |                     |
| 1975      | David Hunt             |                             |                     |
| 1976      | Peter Penneket         | David Hunt                  | 7-15, 15-6, 15-13   |
| 1977      | David Hunt             | Peter Penneket              |                     |
| 1978      | Gregor Berden          | Leon Douglas                |                     |
| 1979      | Andy Goode             |                             |                     |
| 1980      | Gert Helsholt          | Torben Kjær                 | 15-3, 15-4          |
| 1981      | Steve Baddeley         | Anatoli Skripko             |                     |
| 1982      | Ahmed Zubair           |                             |                     |
| 1983      | Vimal Kumar            | Jürgen Gebhardt             | 15-5, 15-1          |
| 1984      | Vimal Kumar            | Tariq Farooq                | 10-15, 15-6, 15-2   |
| 1985      | Kim Brodersen          |                             |                     |
| 1986      | Kerrin Harrison        |                             |                     |
| 1987      | Ib Frederiksen         | Hermawan Susanto            | 15-2, 15-4          |
| 1988      | Icuk Sugiarto          | Morten Frost                | 15-10, 6-15, 15-2   |
| 1989      | Xiong Guobao           | Poul-Erik Høyer Larsen      | 15-7, 15-3          |
| 1990      | Foo Kok Keong          | Rashid Sidek                | 15-11, 18-13        |
| 1991      | Jaimie Dawson          | Wei Yan                     | 7-15, 15-3, 17-14   |
| 1992      | Wan Zhengwen           | Bambang Suprianto           | 7-15, 15-12, 15-7   |
| 1993      | Hendrawan              | Søren B. Nielsen            | 15-9, 13-18, 15-11  |
| 1994      | Sun Jun                | Robert Liljequist           | 15-1, 16-17, 15-2   |
| 1995      | George Rimarcdi        | Tomas Johansson             | 10-15, 15-9, 15-4   |
| 1996      | Kenneth Jonassen       | Jesper Olsson               | 15-2, 5-15, 15-6    |
| 1997      | Chris Bruil            | Daniel Eriksson             | 17-14, 15-7         |
| 1998      | Niels Christian Kaldau | Joris van Soerland          | 15-4, 15-6          |
| 1999      | Chen Gang              | Pullela Gopichand           | 15-8, 10-15, 15-10  |
| 2000      | Siddharth Jain         | Jacek Niedźwiedzki          | 17-14, 15-6         |
| 2001      | Abhinn Shyam Gupta     | Xie Yangchun                | 7-1, 7-3, 7-3       |
| 2002      | Luo Yigang             | Wu Yunyong                  | 7-5, 8-7, 7-4       |
| 2003      | Marc Zwiebler          | Joachim Fischer Nielsen     | 15-3, 8-15, 15-12   |
| 2004      | Chen Jin               | Björn Joppien               | 15–9, 15–5          |
| 2005      | Stanislav Pukhov       | Arif Rasidi                 | 15-12, 15-3         |
| 2006      | nicht ausgetragen      | nicht ausgetragen           | nicht ausgetragen   |
| 2007      | Lee Chong Wei          | Bao Chunlai                 | 21-11, 21-14        |
| 2008      | Peter Gade             | Taufik Hidayat              | 16-21, 21-17, 21-7  |
| 2009      | Lin Dan                | Taufik Hidayat              | 21–6, 21–15         |
| 2010      | Taufik Hidayat         | Joachim Persson             | 21–16, 21–11        |
| 2011      | Lee Chong Wei          | Kenichi Tago                | 21–15, 21–11        |
| 2012      | Daren Liew             | Viktor Axelsen              | 21–18, 21–17        |
| 2013      | Jan Ø. Jørgensen       | Kenichi Tago                | 21–19, 23–21        |
| 2014      | Chou Tien-chen         | Wang Zhengming              | 10-21, 25–23, 21–19 |
| 2015      | Lee Chong Wei          | Chou Tien-chen              | 21–13, 21–18        |
| 2016      | Shi Yuqi               | Lee Hyun-il                 | 21–16, 21–19        |
| 2017      | K. Srikanth            | Kenta Nishimoto             | 21–14, 21–13        |
| 2018      | Chen Long              | Shi Yuqi                    | 21-17, 21-19        |
| 2019      | Chen Long              | Jonatan Christie            | 21-19, 21-12        |
| 2020      | nicht ausgetragen      | nicht ausgetragen           | nicht ausgetragen   |
| 2021      | Kanta Tsuneyama        | Chou Tien-chen              | 15-21, 21-8, 21-17  |
| 2022      | Viktor Axelsen         | Rasmus Gemke                | 21-14, 21-15        |
| 2023      | Jonatan Christie       | Li Shifeng                  | 16-21, 21-15, 21-14 |
| 2024      | Shi Yuqi               | Kunlavut Vitidsarn          | 22-20, 21-19        |